# Okirat a magyar jogban
Az okirat az eljárásjogokban olyan bizonyítási eszköz, amely a benne foglalt tények, adatok, nyilatkozatok, körülmények, cselekmények valóságát bizonyítja.
Az okiratra vonatkozó rendelkezések érvényesek minden olyan tárgyra, amely műszaki vagy vegyi úton adatokat rögzít (fénykép, filmfelvétel, hangfelvétel, mágneslap, mágnesszalag stb.).
A közokirat olyan dokumentum, amit hatáskörében eljárva bíróság, közjegyző vagy
más hatóság állított ki. Minden egyéb okmány magánokiratnak minősül. Ingatlan-nyilvántartási
bejegyzéshez a jogszabályban meghatározott alaki és tartalmi feltételeknek
megfelelő okirat eredeti példánya vagy bíróság (közjegyző) által hitelesített másolata
szükséges.

## Fajtái
Az okirat – kiállítója szerint – lehet közokirat  vagy magánokirat.
Az okirat bizonyító ereje szerint lehet teljes bizonyító erejű vagy egyszerű.

### Egyszerű magánokirat
A magánokirat egyszerű magánokiratnak minősül, ha nem felel meg a teljes bizonyító erejű magánokirat feltételeinek. Az egyszerű magánokirat bizonyítékként való kezelésében az okiratban foglaltak valóságának megítélése a bírói mérlegelés körébe tartozik.

### Teljes bizonyító erejű magánokirat
Az ellenkező bebizonyításáig teljes bizonyítékul szolgál arra, hogy kiállítója az abban foglalt nyilatkozatot megtette, elfogadta vagy magára nézve kötelezőnek ismerte el, feltéve, ha
1. a kiállító az okiratot saját kezűleg írta és aláírta, vagy
2. két tanú az okiraton aláírásával igazolja, hogy a kiállító az okiratot előttük írta alá vagy az aláírást magáénak ismerte el (az aláírás mellett a tanúk olvasható nevét és lakcímét is fel kell tüntetni)
3. a kiállító aláírása vagy kézjegye az okiraton bíróság vagy közjegyző által hitelesítve van
4. a gazdálkodó szervezet által üzleti körében kiállított okiratot szabályszerűen aláírták.
5. ügyvéd (jogtanácsos) az általa készített okirat szabályszerű ellenjegyzésével bizonyítja, hogy a kiállító a nem általa írt okiratot előtte írta alá, vagy aláírását előtte saját kezű aláírásának ismerte el, illetőleg a kiállító minősített elektronikus aláírásával aláírt elektronikus okirat tartalma az ügyvéd által készített elektronikus okiratéval megegyezik;
6. az elektronikus okiraton kiállítója minősített elektronikus aláírást helyezett el.

Az okirat teljes bizonyító erejének az a jogi jelentősége, hogy a bíróság nem mérlegeli és  – az ellenfél sikeres ellenbizonyításáig – nem is vizsgálja az okirati bizonyíték valóságtartalmát.

### Közokirat
Bíróság, közjegyző (közjegyzői okirat) vagy más hatóság, illetve közigazgatási szerv által az ügykörén belül, megszabott alakban kiállított, papíralapú vagy elektronikus okirat. (Például személyi igazolvány) A közokirat teljesen bizonyítja a benne foglalt intézkedést vagy határozatot, az okirattal tanúsított adatok és tények valóságát, az okiratba foglalt nyilatkozat megtételét, valamint annak idejét és módját. Az okirati fajták közül egyedül a közokirat számít feltétlenül és teljes mértékben bizonyítéknak a benne foglaltakra nézve.

### Példák közokiratokra
1. gépjármű-vezetői engedély
2. hatósági bizonyítvány (pl. anyakönyvi kivonat)
3. hatósági igazolvány (pl. útlevél)

## Az irat a közigazgatási hatósági eljárásban
A közigazgatási hatósági eljárásról és szolgáltatásról szóló 2004. évi CXL. törvény 52. §-a az iratokról szól és megemlíti a közokiratokat is.
- A hatóság a tényállás megállapítása céljából felhívhatja az ügyfelet okirat vagy más irat bemutatására, vagy ezek beszerzése érdekében más szervet is megkereshet.
- A külföldön kiállított közokirat, illetőleg a külföldi bíróság, közigazgatási szerv, közjegyző vagy egyéb közhitelességgel felruházott személy által hitelesített magánokirat - hacsak az ügyfajtára vonatkozó jogszabályból, nemzetközi szerződésből, illetve viszonossági gyakorlatból más nem következik - a magyar törvény szerinti bizonyító erővel csak akkor rendelkezik, ha azt a kiállítás helye szerinti államban működő magyar külképviseleti hatóság diplomáciai felülhitelesítéssel látta el. A nem magyar nyelven kiállított okirat - ha az ügyfajtára vonatkozó jogszabály másként nem rendelkezik - csak hiteles magyar fordítással ellátva fogadható el.
- A nem magyar nyelven kiállított irat - ha az ügyfajtára vonatkozó jogszabály másként nem rendelkezik - csak hiteles magyar fordítással ellátva fogadható el, de az aránytalanul nehezen beszerezhető irat helyett az ügyfél a bizonyítani kívánt tényről nyilatkozatot tehet. Ilyen esetben az ügyfelet tájékoztatni kell a valótlan tartalmú nyilatkozattételének jogkövetkezményéről.

## Büntetőjogi védelem
A közbizalom elleni bűncselekmények alá a magyar Btk. különös része szerint azon bűncselekmények tartoznak, amelyek – többek között – az okiratok valódiságába vetett bizalmat sértik. E csoportba tartozó bűncselekmények:
- közokirat-hamisítás,
- magánokirat-hamisítás,
- visszaélés okirattal.